# 卡爾·威廉 (安哈特-采爾布斯特)
卡爾·威廉（德語：Karl Wilhelm，1652年10月16日—1718年11月3日），安哈特-采爾布斯特親王，1667年至1718年在位。

## 家庭
1676年，卡爾·威廉與薩克森-魏森費爾斯的索菲亞結婚，兩人共有2子1女：
1. 約翰·奧古斯特（1677年—1742年），安哈特-采爾布斯特親王
2. 卡爾·腓特烈（1678年—1693年），早逝
3. 瑪格達列娜·奧古斯塔（1679年—1740年），薩克森-哥達-阿爾滕堡公爵夫人